# هالماجيو
هالماجيو هي قرية تقع في إقليم أراد في رومانيا. تبعد عن أراد 136 كم.

## السكان
حسب إحصائيات 2002 بلغ عدد سكان القرية 3,562 نسمة.